# Péter Bácsalmási

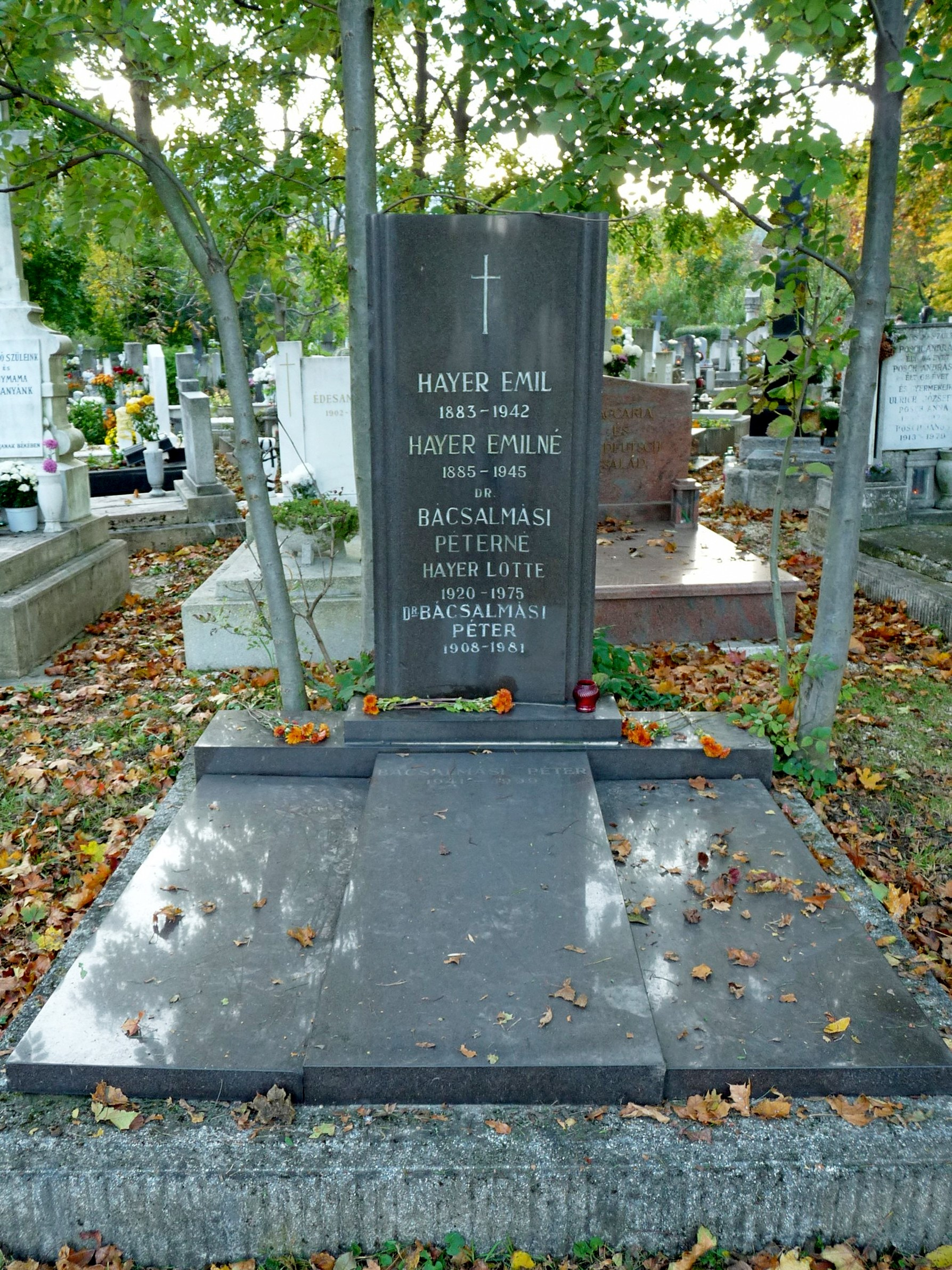
Grób na cmentarzu w Óbudzie

Péter Bácsalmási (do 1933 Skribanek; ur. 16 listopada 1908 w Bácsalmás, zm. 20 maja 1981 w Budapeszcie) – węgierski lekkoatleta.

## Życiorys
Był synem Mihálya Skribanka i Erzsébet Eckert. Jego brat Mihály Bácsalmási również był związany ze sportem. W 1932 ukończył wychowanie fizyczne na uniwersytecie Pétera Pázmánya, w 1937 zdał doktorat.
Dwukrotnie startował na igrzyskach olimpijskich: w 1932 i 1936, podczas obu pełniąc funkcję chorążego reprezentacji Węgier. W Los Angeles zajął 9. miejsce w trójskoku i 10. w dziesięcioboju, natomiast w Berlinie był 6. w skoku o tyczce i 12. w dziesięcioboju. Dziesięciokrotnie reprezentował Węgry w meczach lekkoatletycznych w latach 1931–1937. Siedmiokrotny mistrz Węgier: w latach 1931–1932 w trójskoku, a w latach 1931–1934 i 1937 w dziesięcioboju. Dwukrotnie ustanawiał rekord Węgier w dziesięcioboju oraz raz w trójskoku. W latach 1929–1933 reprezentował klub TFSC, a później BEAC. W latach 1933–1942 reprezentował ten klub w koszykówce, zdobywając mistrzostwo Węgier w 1942.
W latach 1946–1968 był trenerem reprezentacji Węgier w lekkoatletyce. W 1946 był wiceprezesem Magyar Atlétikai Szövetség.
Żonaty z Erzsébet Hayer, z którą miał syna László.